# Ladislaus von Rabcewicz

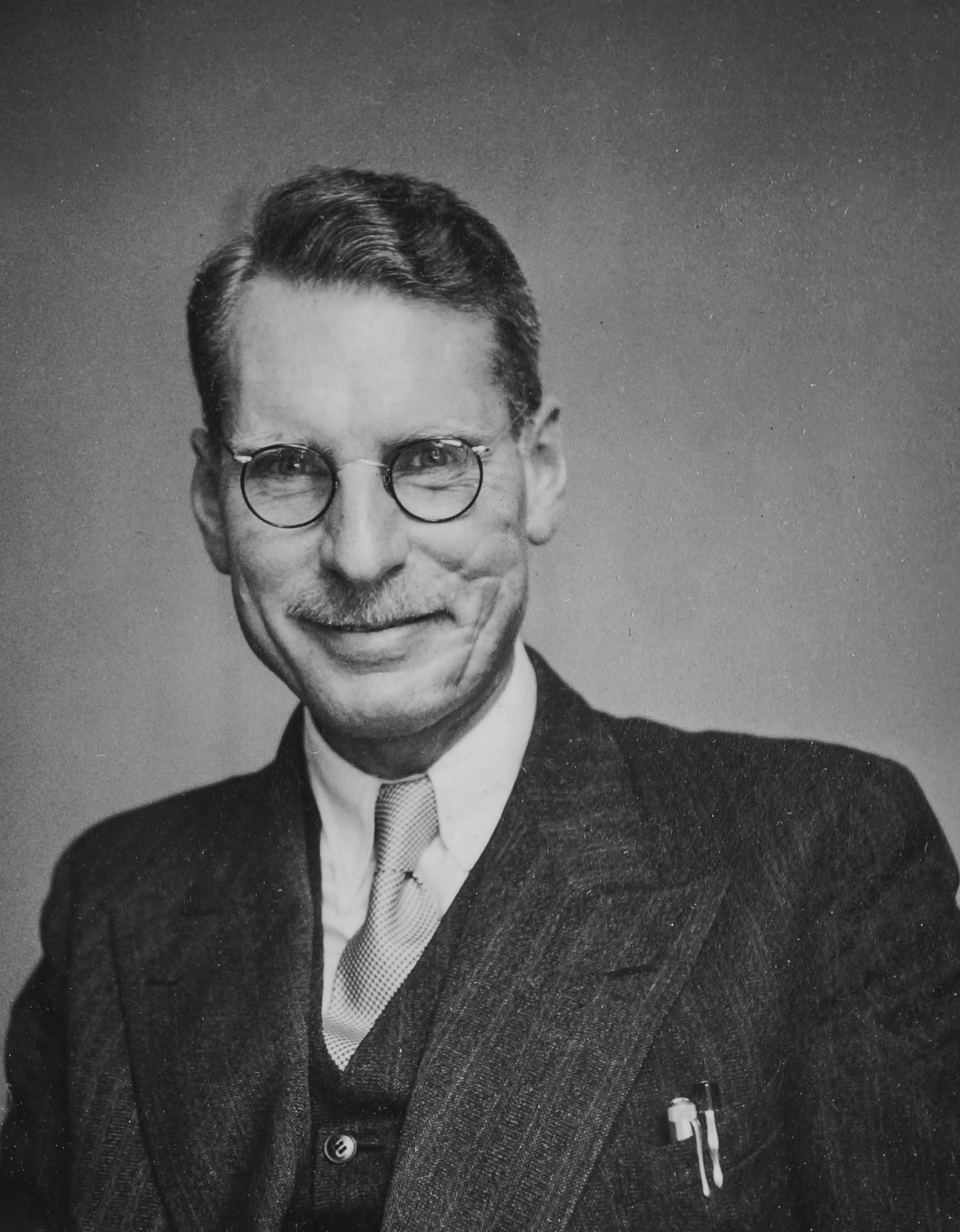
Ladislaus von Rabcewicz

Ladislaus von Rabcewicz (* 12. Juni 1893 in St. Kunigund bei Maribor (deutsch: Marburg an der Drau), damals Österreich-Ungarn, heute Slowenien; † 19. Dezember 1975) war ein österreichischer Hochschullehrer und Pionier des Tunnelbaus. Er wirkte maßgeblich bei der Entwicklung der Neuen Österreichische Tunnelbauweise mit, einer heute weit verbreiteten Tunnelbaumethode.

## Leben und beruflicher Werdegang
Ladislaus von Rabcewicz, der als Sohn eines Gutsbesitzers aufwuchs, maturierte am Gymnasium in Graz. Anschließend studierte er an der Technischen Hochschule ebenfalls in Graz und Wien Bauingenieurwesen. Während des Studiums wurde er Mitglied der Grazer akademischen Burschenschaft Arminia. Das Studium wurde allerdings durch den Ersten Weltkrieg unterbrochen, wo er bei einem Sappeur-Bataillon einrücken musste. Er wurde im Laufe des Krieges Offiziersanwärter und später Militärbeamter in Polen.
Im Juni 1918 konnte er sein Studium beenden. Im selben Jahr heiratete er Elisabeth Wurmb, die Tochter von Karl Wurmb, dem Erbauer der Tauernbahn.
Beruflich begann er in der Steiermark mit Bahntrassierungen und Hochwasserschutzbauten. Die folgenden Jahre verbrachte er auf Java, wo er für die Niederländisch-Indischen Staatseisenbahnen arbeitete. 1924 kam er wieder in seine Heimat, wo er an der Pinkatalbahn und an der Tiroler Zugspitzbahn mitarbeitete. Seine Feuertaufe im Stollenbau, der später sein Hauptgebiet werden sollte, erlebte er bei Arbeiten am Kraftwerk bei Reutte, das sich in einem geologisch schwierigen Gebiet befindet.
In den Jahren 1928 bis 1931 war er Bauleiter einer Eisenbahn in Südanatolien. Anschließend wirkte er beim Bau der Großglockner-Hochalpenstraße mit.
Die folgenden Jahre war er wieder im Ausland, diesmal im Iran zum Bau der Transiranischen Eisenbahn. In dem Baulos, das 120 km umfasste, waren 75 Tunnels mit 20 km Gesamtlänge in teilweise schwierigen Gelände zu errichten. So arbeitete er sich bis zum Chef der Bahnerhaltung der Persischen Staatseisenbahnen empor.
In dieser Zeit erkannte er, wie weit die Theorie und die Praxis im Tunnelbau auseinanderklaffte. Er hielt auch ständig Kontakt mit dem in Wien Bodenmechanik unterrichtenden Karl von Terzaghi.
1938 wurde er Oberingenieur in einer deutschen Baufirma und wurde mit Planungen für einen Rheintunnel in Köln sowie einem Tunnel der Reichsautobahn bei Swinemünde betraut. Auch der Schleusenbau des Donaukraftwerks Ybbs-Persenbeug fiel in seine Tätigkeit.
Ab 1940 war er bis Kriegsende ordentlicher Professor für Eisenbahnwesen an der Technischen Hochschule in Wien. Daneben war er Berater für Tunnelbauten der Organisation Todt. Dabei ist vor allem der Bau der Bahn von Fauske nach Kirkenes in Norwegen zu erwähnen. Das Projekt blieb allerdings in der Planungsphase stecken. Auch der Bau des Loibltunnels zwischen Kärnten und Slowenien wurde damals begonnen, aber ebenfalls mit Kriegsende eingestellt.
In der Nachkriegszeit war er sowohl als selbstständiger Konsulent als auch als Berater von großen Untertagebauunternehmen tätig. Als Beispiele können hier in seiner Heimat der Umbau des Semmeringtunnels oder die Rekonstruktion des Präbichltunnels, aber auch im Ausland die zweitgrößte Kaverne der Welt, der Forcacava oder der Abwasserkanal des Kraftwerks Assuan aufgeführt werden.
Im Jahr 1951 promoviert er an der Technischen Hochschule Graz zum Doktor der Technischen Wissenschaften.
In der Zeit von 1956 bis 1958 war er als UNO-Berater für Tunnelbau in Venezuela tätig. Bei verschiedenen Tunnelbauten im Zuge des Autobahn- und Eisenbahnbaues wendete er erstmals die von ihm erforschten Erkenntnisse konsequent an, so dass man diese Tunnels als die ersten nach der neuen Tunnelbaumethode errichteten bezeichnen kann.
Seit 1958 war er als freischaffender Ziviltechniker weltweit tätig. Nach der Rückkehr aus Venezuela wird er auch vermehrt im damals noch kleinen Salzburger Kreis, dem auch beispielsweise Leopold Müller oder Franz Pacher angehört, tätig. Mit diesen beiden verhalf er auch der Neuen Österreichische Tunnelbauweise zu einem heute oftmals verwendeten Baustandard.
Diese Tunnelbauweise hat er bereits 1948 zum Patent angemeldet, das 1949 angenommen wurde. Mit der Erfahrung, dass die Entwicklung rasant weiterging, gab er das Patent aber bald wieder auf. Sein Bestreben war stets, sein Wissen umfassend weiterzugeben.
Sieben Tage nach der Ehrung mit der Wilhelm Exner Medaille verstarb er plötzlich am 19. Dezember 1975. Begraben ist er in seiner letzten engeren Heimat am Waldfriedhof von St. Gertrauden bei Mauterndorf in Salzburg.
In seinem Leben war er an mehr als 200 km Tunnelbauten weltweit maßgeblich beteiligt. Zwei seiner Enkel sind ebenfalls Tunnelbauingenieure, einer davon ist Ordinarius in Graz.

## Werke
- Gebirgsdruck und Tunnelbau, 1944
- insgesamt 49 Veröffentlichungen

## Auszeichnungen
- 1965 Ehrendoktorat der Technischen Hochschule Graz
- 1973 Johann Joseph Ritter von Prechtl-Medaille
- 1975 Ehrendoktorat der Montanuniversität Leoben
- 1975 Wilhelm-Exner-Medaille